# Kazy

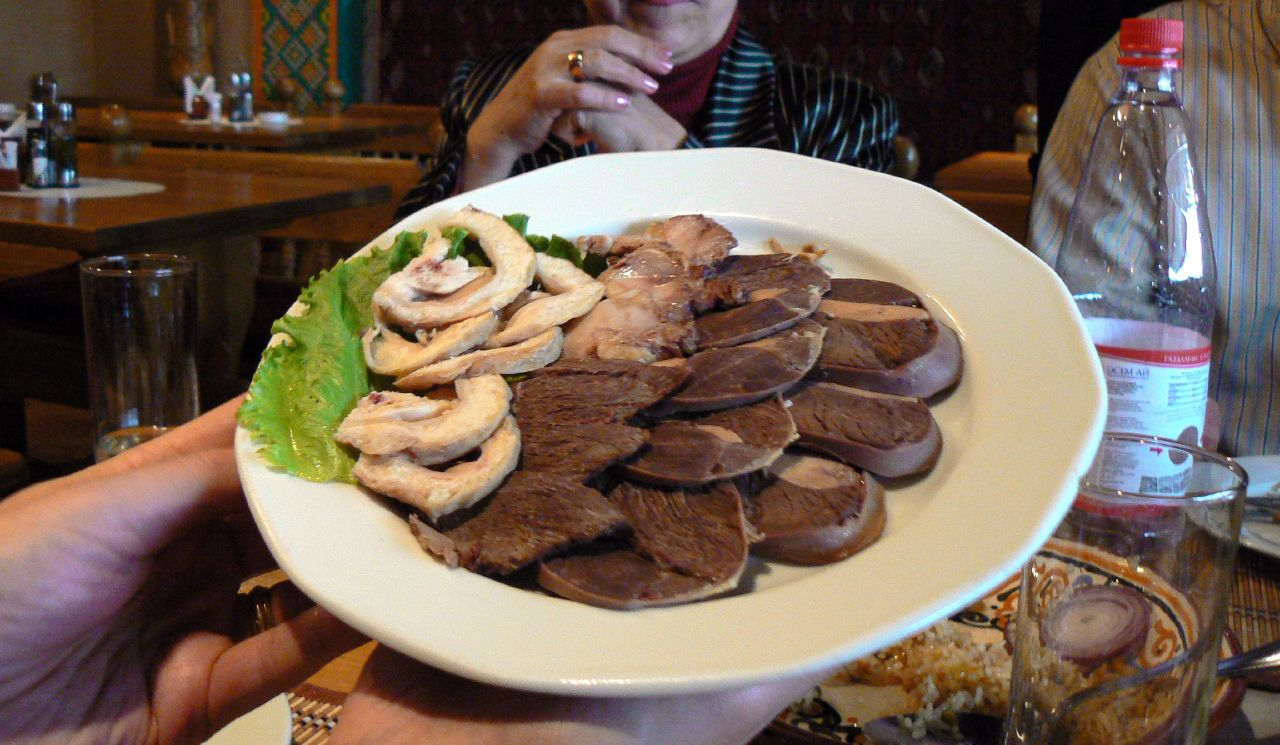
Fuente de carne de caballo: el kazy está a la derecha.

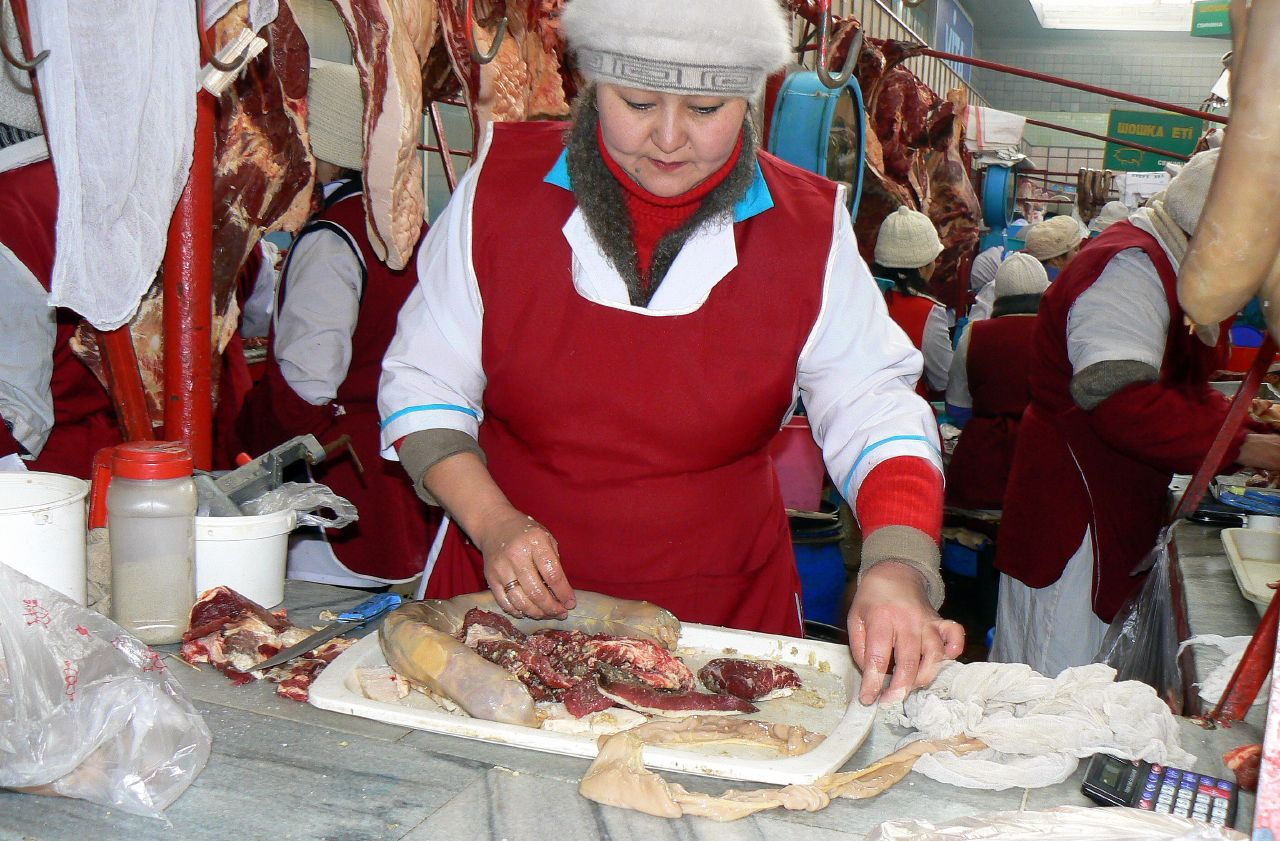
Elaboración de salchicha de carne de caballo.

El kazy o kazi (kazajo: қазы; kirguís: казы; tártaro: qazılıq; baksir: Ҡаҙылыҡ) es un alimento tradicional parecido a una salchicha de las cocinas de los pueblos túrquidos de Asia central. Es un elemento común del dastarkhān, una disposición de mesa para un banquete festivo.

## Preparación
Se cortan costillas frescas de caballo y se cuelgan unas 5–7 horas para eliminar la sangre restante. Los intestinos del caballo se lavan bien y se dejan en salmuera durante 1–2 horas. Se sala la carne de las costillas, se condimenta con pimienta y ajo y se dejan atadas con tela unas 2–3 horas. Entonces se rellena la tripa con la carne y los dos extremos se atan. Tras esta preparación, el kazy puede ahumarse o colgarse para secar durante una semana en un lugar soleado expuesto al viento. El ahumado se realiza con humo espero a 50°–60° durante 12–18 horas.
Antes de servir, el kazy se cuece en agua hirviendo durante 2 horas. El kazy cocido se corta en rodajas de 1 cm de grosor y se decorar con cebolla y verdura del tiempo.